# Анна Юлиана фон Насау-Саарбрюкен
Анна Юлиана фон Насау-Саарбрюкен (на немски: Anna Juliana von Nassau-Sarrebrücken; * 18 април 1617, Саарбрюкен; † 29 декември 1667, Майзенхайм) е графиня от Насау-Саарбрюкен и чрез женитба херцогиня на Пфалц-Цвайбрюкен (1640 – 1661).

## Живот
Тя е най-възрастната дъщеря на граф Вилхелм Лудвиг фон Насау-Саарбрюкен (1590 – 1640) и графиня Анна Амалия фон Баден-Дурлах (1595 – 1651), дъщеря на маркграф Георг Фридрих фон Баден-Дурлах (1573 – 1638) и първата му съпруга Юлиана Урсула фон Салм-Нойфвил (1572 – 1614).
Анна Юлиана се омъжва в Мец на 6 април 1640 г. за пфалцграф и херцог Фридрих фон Пфалц-Цвайбрюкен (1616 – 1661) от род Вителсбахи.
Умира на 50 години и е погребана в църквата в Майзенхайм.

## Деца
Анна и Фридрих имат десет деца:
- Вилхелм Лудвиг (1641 – 1642)
- Елизабет (1642 – 1677)

∞ 1667 княз Виктор I Амадей фон Анхалт-Бернбург (1634 – 1718)
- Христина Луиза Юлиана (1643 – 1652)
- Фридрих Лудвиг (1644 – 1645)
- София Амалия (1646 – 1695)

∞ 1. 1678 граф Зигфрид фон Хоенлое-Вайкерсхайм (1619 – 1684)
∞ 2. 1685 пфалцграф Йохан Карл фон Гелнхаузен (1638 – 1704)
- Елеонора Августа (1648 – 1658)
- Карл Густав (1649 – 1650)
- Катарина Шарлота (1651 – 1652)
- Шарлота Фридерика (1653 – 1712)

∞ 1672 пфалцграф и наследствен принц Вилхелм Лудвиг фон Цвайбрюкен-Ландсберг (1648 – 1675), син на херцог Фридрих Лудвиг (1619 – 1681)
- син (*/† 1656)